# Cimitero ebraico di Zlonice
Il cimitero ebraico di Zlonice (in ceco Židovský hřbitov ve Zlonicích) si trova nella parte meridionale dell'omonimo comune del Distretto di Kladno nella Boemia Centrale, Repubblica Ceca. Il cimitero ebraico è stato fondato probabilmente nel XVII secolo ma è documentato solo dal secolo successivo. La più antica lapide leggibile è del XVIII secolo, la più recente del 1937.

## Storia

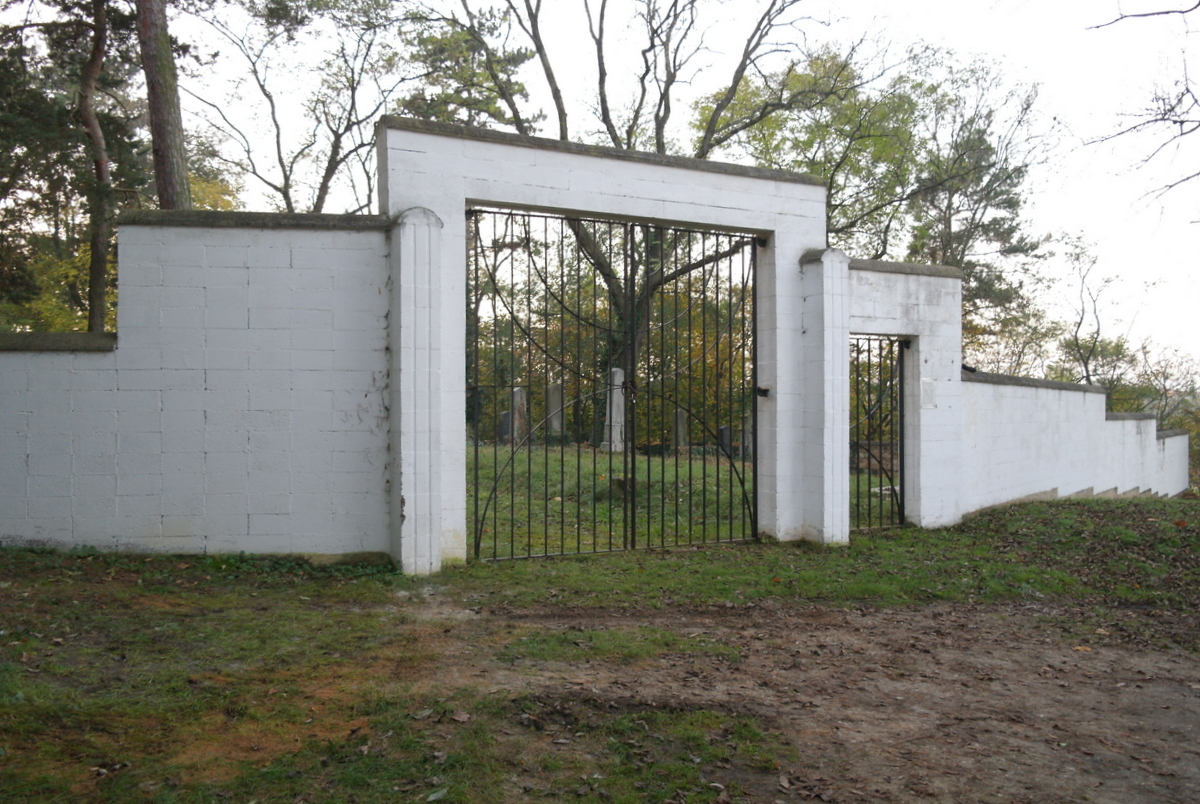
Portale di accesso principale

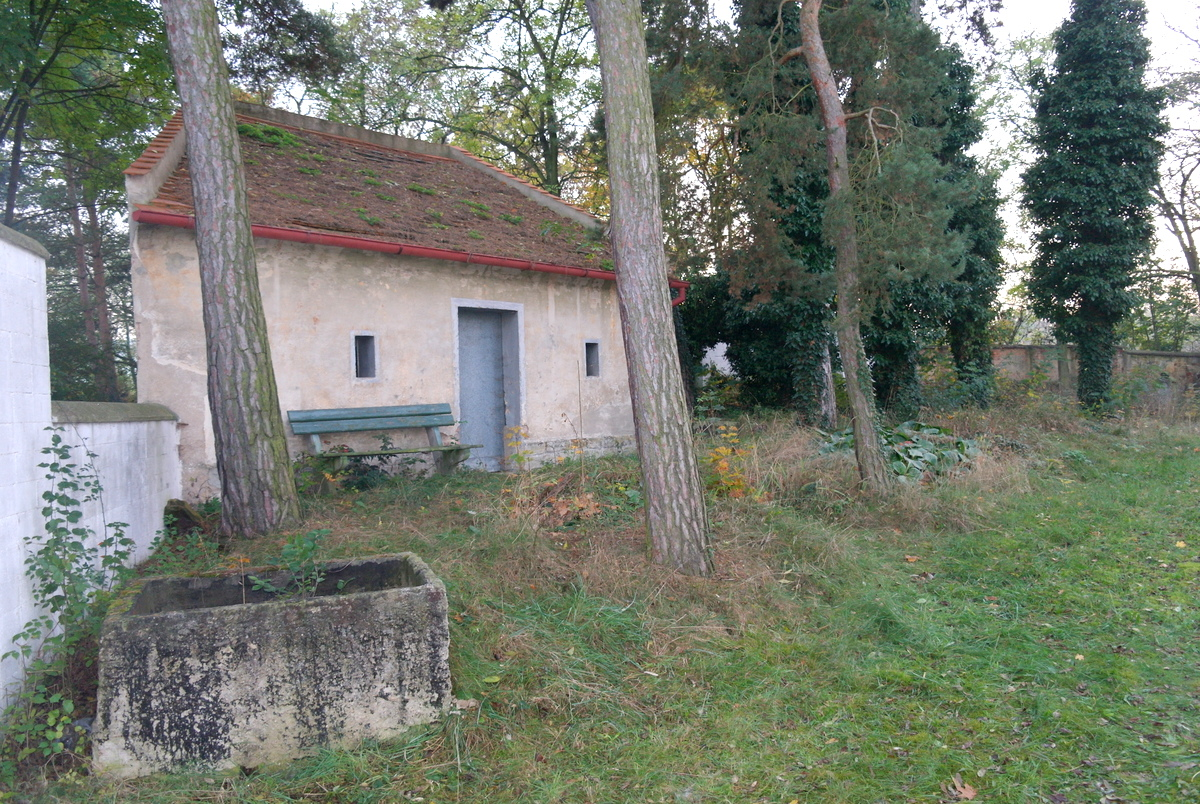
Sala cerimoniale

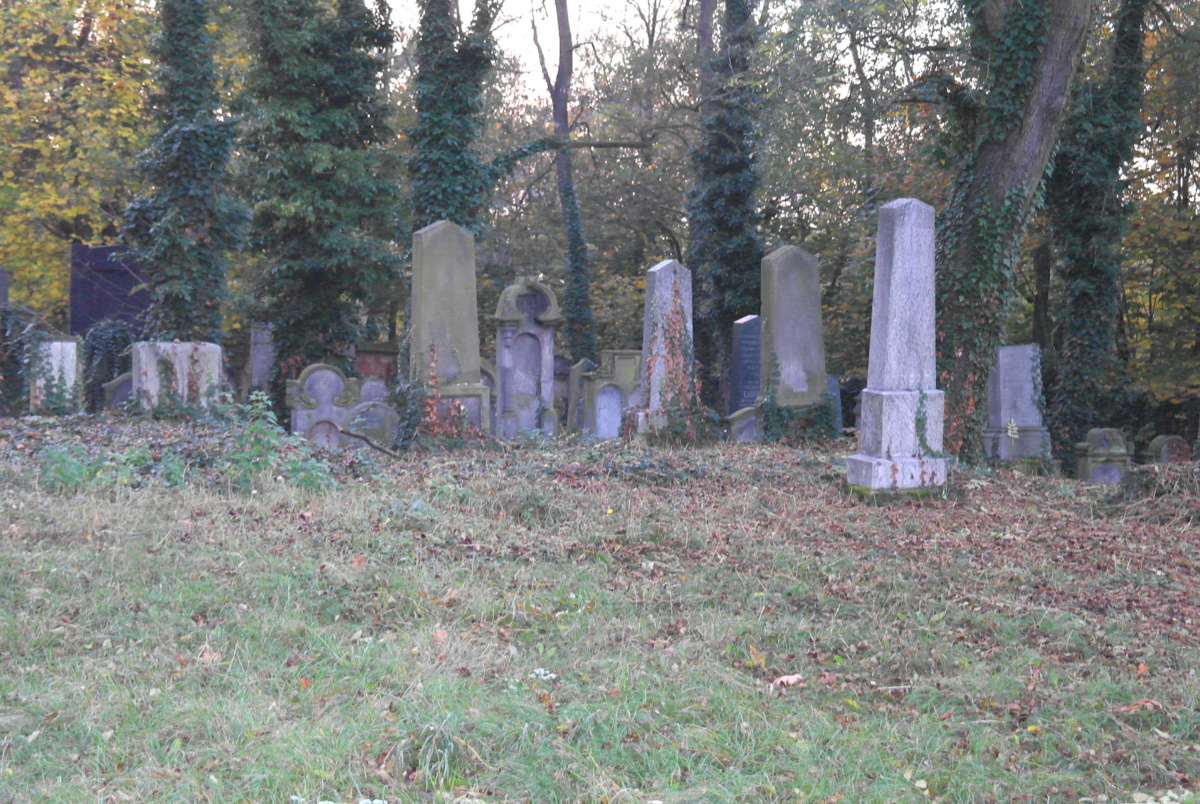
Interno del cimitero

Per lungo tempo agli ebrei non fu permesso di stabilirsi nella città reale di Slaný e uno dei principali centri dell'insediamento ebraico nel territorio fu la piccola cittadina di Zlonice dove poco alla volta nacque la Kehilla documentato sino dal XVII secolo. Sembra probabile quindi che anche il cimitero sai stato fondato nello stesso secolo tuttavia la prima documentazione scritta che ci è pervenuta risale solo all'inizio del XVIII secolo, al 1703. Quasi due secoli più tardi, nel 1892, il principe Ferdinand Kinský acquistò il terreno necessario e il cimitero fu ampliato. Le lapidi più antiche nel cimitero risalgono alla seconda metà del XVIII secolo e qui si sono svolte le sepolture fino quasi allo scoppio della seconda guerra mondiale e da allora non se ne sono più avute. Il muro, il cancello e la casa cimiteriale sono stati restaurati nel XXI secolo.

## Descrizione
Il cimitero si trova nella parte meridionale di Zlonice, comune della Boemia Centrale, Repubblica Ceca. Accanto al cancello d'ingresso del cimitero si trova una sala cerimoniale che fungeva anche da casa del guardiano. La superficie del cimitero occupa un'area di 1.709 metri quadrati e vi si conservano ancora circa 120 lapidi, prevalentemente in arenaria, con parti minori in marmo o granito. Alcune lapidi sono decorate con decori vegetali ornamentali. Il muro di cinta è discontinuo e risente degli interventi di restauro realizzati in tempi e con materiali diversi ed è costituito da blocchi di pietra lavorata, mattoni e moderni prefabbricati in cemento. L'accesso è possibile attraverso due portali d'ingresso con cancello. Nella parte sud-orientale del cimitero, in prossimità di un ingresso, si trova una piccola casa cimiteriale di forma trapezoidale, realizzata in muratura di pietra, coperta da controtetto. La sua facciata settentrionale è interrotta dal portale rettangolare e da due strette finestre. A breve distanza si trova un boschetto con urne sepolcrali.

### Monumento culturale della Repubblica Ceca
La tutela dei monumenti della Repubblica Ceca considera dal 1996 il cimitero ebraico di Zlonice un monumento culturale nazionale tutelato col numero di catalogo 1000148402.